# Boyfriend Dungeon
Boyfriend Dungeon est un jeu vidéo indépendant de type dungeon crawler et de drague développé et publié par Kitfox Games. Se déroulant dans un décor de fantasy urbaine, le personnage du joueur doit se battre à travers des donjons avec l'aide de personnages-armes. En dehors des donjons, le joueur peut sortir avec les personnages-armes dans des séquences de style visual novel qui augmentent sa puissance au combat. Le jeu est sorti sur Nintendo Switch en août 2021.

## Trame
Le personnage principal, dont le genre est sélectionnable, vit à Verona Beach, une ville dans un monde fantastique contemporain où les monstres représentent un danger pour la population. Le joueur combat dans des donjons, appelés "dunj" dans l'argot de son monde, en utilisant des armes ayant une apparence humaine. Ces personnages-armes peuvent être draguées pour augmenter leur puissance, le jeu renfermant par ailleurs un amour platonique avec un chat. Les personnalités des personnages-armes sont basées sur leur type d'arme.

## Système de jeu
Le combat du jeu se déroule en temps réel en vue isométrique. Le joueur peut effectuer différents combos en fonction des personnages-armes. En dehors du combat, il existe des séquences de drague en visual novel dans lequel le joueur doit faire des choix.

## Développement
Le jeu a été financé via Kickstarter où il a recueilli 272 000 $, dépassant son objectif. L'un de ses personnages, Rowan, a été conçu par l'artiste de Hatoful Boyfriend. Les développeurs ont déclaré qu'ils voulaient rendre les éléments romantiques "aussi inclusifs que possible" et permettre ainsi aux joueurs de sortir avec des femmes et des personnages non binaires, malgré le titre du jeu.

## Accueil
GamesRadar+ a déclaré que "le jeu semble parfaitement pondéré pour convenir à ceux qui aiment l'un ou l'autre genre, mais n'aliène pas les nouveaux joueurs". PCGamesN déclare que le jeu est "une curiosité intrigante".